# Nova vas nad Dragonjo
Nova vas nad Dragonjo is een plaats in Slovenië en maakt deel uit van de gemeente Piran in de NUTS-3-regio Obalnokraška. De plaats telde 233 inwoners op 1 januari 2020.